# SAP Open 2005 - Qualificazioni singolare
Le qualificazioni del singolare  dello  SAP Open 2005 sono state un torneo di tennis preliminare per accedere alla fase finale della manifestazione. I vincitori dell'ultimo turno sono entrati di diritto nel tabellone principale. In caso di ritiro di uno o più giocatori aventi diritto a questi sono subentrati i lucky loser, ossia i giocatori che hanno perso nell'ultimo turno ma che avevano una classifica più alta rispetto agli altri partecipanti che avevano comunque perso nel turno finale.
Le qualificazioni del torneo SAP Open 2005 prevedevano 32 partecipanti di cui 4 sono entrati nel tabellone principale.

## Teste di serie
1. Tomáš Zíb (Qualificato)
2. Wayne Arthurs (secondo turno)
3. Jeff Salzenstein (primo turno)
4. K. J. Hippensteel (primo turno)

1. Paul Goldstein (Qualificato)
2. Frank Dancevic (Qualificato)
3. Glenn Weiner (Qualificato)
4. Cecil Mamiit (ultimo turno)

## Qualificati
1. Tomáš Zíb
2. Glenn Weiner

1. Paul Goldstein
2. Frank Dancevic

## Tabellone

### Legenda
| - Q = Qualificato - WC = Wild card - LL = Lucky loser | - ALT = Alternate - SE = Special Exempt - PR = Protected Ranking | - w/o = Walkover - r = Ritirato - d = Squalificato |

### Sezione 1
|  | Primo turno       | Primo turno        | Primo turno        | Primo turno | Primo turno |  |  | Secondo turno | Secondo turno     | Secondo turno     | Secondo turno | Secondo turno |   |    | Ultimo turno | Ultimo turno | Ultimo turno | Ultimo turno | Ultimo turno |  |
|  |                   |                    |                    |             |             |  |  |               |                   |                   |               |               |   |    |              |              |              |              |              |  |
|  | 1                 | Tomáš Zíb          | Tomáš Zíb          | 6           | 6           |  |  |               |                   |                   |               |               |   |    |              |              |              |              |              |  |
|  |                   | Fritz Wolmarans    | Fritz Wolmarans    | 3           | 4           |  |  | 1             | Tomáš Zíb         | 7                 | 2             | 6             |   |    |              |              |              |              |              |  |
|  | Thomas Blake      | Thomas Blake       | Thomas Blake       | 7           | 7           |  |  |               | Thomas Blake      | 5                 | 6             | 4             |   |    |              |              |              |              |              |  |
|  | Phillip King      | Phillip King       | Phillip King       | 5           | 5           |  |  |               |                   |                   |               |               |   |    | 1            | Tomáš Zíb    | 6            | 4            | 7            |  |
|  | Andrew Piotrowski | Andrew Piotrowski  | Andrew Piotrowski  | 6           | 6           |  |  |               |                   | 8                 | Cecil Mamiit  | 3             | 6 | 64 |              |              |              |              |              |  |
|  | Robert Yim        | Robert Yim         | Robert Yim         | 2           | 4           |  |  |               | Andrew Piotrowski | Andrew Piotrowski | 3             | 2             |   |    |              |              |              |              |              |  |
|  | 8                 | Cecil Mamiit       | Cecil Mamiit       | 6           | 6           |  |  | 8             | Cecil Mamiit      | Cecil Mamiit      | 6             | 6             |   |    |              |              |              |              |              |  |
|  |                   | Tejmuraz Gabašvili | Tejmuraz Gabašvili | 4           | 3           |  |  |               |                   |                   |               |               |   |    |              |              |              |              |              |  |

### Sezione 2
|  | Primo turno        | Primo turno         | Primo turno         | Primo turno | Primo turno |  |  | Secondo turno | Secondo turno      | Secondo turno      | Secondo turno | Secondo turno |   |   | Ultimo turno | Ultimo turno       | Ultimo turno       | Ultimo turno | Ultimo turno |  |
|  |                    |                     |                     |             |             |  |  |               |                    |                    |               |               |   |   |              |                    |                    |              |              |  |
|  | 2                  | Wayne Arthurs       | Wayne Arthurs       | 7           | 6           |  |  |               |                    |                    |               |               |   |   |              |                    |                    |              |              |  |
|  |                    | Mashiska Washington | Mashiska Washington | 69          | 4           |  |  | 2             | Wayne Arthurs      | Wayne Arthurs      | 64            | 1             |   |   |              |                    |                    |              |              |  |
|  | Travis Rettenmaier | Travis Rettenmaier  | Travis Rettenmaier  | 6           | 6           |  |  |               | Travis Rettenmaier | Travis Rettenmaier | 7             | 6             |   |   |              |                    |                    |              |              |  |
|  | Lesley Joseph      | Lesley Joseph       | Lesley Joseph       | 3           | 3           |  |  |               |                    |                    |               |               |   |   |              | Travis Rettenmaier | Travis Rettenmaier | 5            | 2            |  |
|  | Michael Yani       | Michael Yani        | Michael Yani        | 6           | 6           |  |  |               |                    | 7                  | Glenn Weiner  | Glenn Weiner  | 7 | 6 |              |                    |                    |              |              |  |
|  | Brad Weston        | Brad Weston         | Brad Weston         | 1           | 2           |  |  |               | Michael Yani       | Michael Yani       | 4             | 2             |   |   |              |                    |                    |              |              |  |
|  | 7                  | Glenn Weiner        | 6                   | 5           | 7           |  |  | 7             | Glenn Weiner       | Glenn Weiner       | 6             | 6             |   |   |              |                    |                    |              |              |  |
|  |                    | Prakash Amritraj    | 3                   | 7           | 65          |  |  |               |                    |                    |               |               |   |   |              |                    |                    |              |              |  |

### Sezione 3
|  | Primo turno       | Primo turno       | Primo turno       | Primo turno | Primo turno |  |  | Secondo turno | Secondo turno  | Secondo turno  | Secondo turno  | Secondo turno  |   |   | Ultimo turno | Ultimo turno | Ultimo turno | Ultimo turno | Ultimo turno |  |
|  |                   |                   |                   |             |             |  |  |               |                |                |                |                |   |   |              |              |              |              |              |  |
|  |                   | Lester Cook       | Lester Cook       | 7           | 7           |  |  |               |                |                |                |                |   |   |              |              |              |              |              |  |
|  | 3                 | Jeff Salzenstein  | Jeff Salzenstein  | 5           | 65          |  |  | Lester Cook   | Lester Cook    | Lester Cook    | 4              | 2              |   |   |              |              |              |              |              |  |
|  | Tres Davis        | Tres Davis        | Tres Davis        | 6           | 6           |  |  | Tres Davis    | Tres Davis     | Tres Davis     | 6              | 6              |   |   |              |              |              |              |              |  |
|  | Alexander Reichel | Alexander Reichel | Alexander Reichel | 4           | 3           |  |  |               |                |                |                |                |   |   |              | Tres Davis   | Tres Davis   | 2            | 2            |  |
|  | Jérôme Golmard    | Jérôme Golmard    | 6                 | 64          | 6           |  |  |               |                | 5              | Paul Goldstein | Paul Goldstein | 6 | 6 |              |              |              |              |              |  |
|  | Horia Tecău       | Horia Tecău       | 1                 | 7           | 3           |  |  |               | Jérôme Golmard | Jérôme Golmard | 1              | 2              |   |   |              |              |              |              |              |  |
|  | 5                 | Paul Goldstein    | Paul Goldstein    | 6           | 6           |  |  | 5             | Paul Goldstein | Paul Goldstein | 6              | 6              |   |   |              |              |              |              |              |  |
|  |                   | Brendan Evans     | Brendan Evans     | 3           | 4           |  |  |               |                |                |                |                |   |   |              |              |              |              |              |  |

### Sezione 4
|  | Primo turno          | Primo turno          | Primo turno       | Primo turno | Primo turno |  |  | Secondo turno   | Secondo turno   | Secondo turno   | Secondo turno  | Secondo turno  |   |   | Ultimo turno | Ultimo turno    | Ultimo turno    | Ultimo turno | Ultimo turno |  |
|  |                      |                      |                   |             |             |  |  |                 |                 |                 |                |                |   |   |              |                 |                 |              |              |  |
|  |                      | Robert Steckley      | Robert Steckley   | 7           | 6           |  |  |                 |                 |                 |                |                |   |   |              |                 |                 |              |              |  |
|  | 4                    | K. J. Hippensteel    | K. J. Hippensteel | 64          | 2           |  |  | Robert Steckley | Robert Steckley | Robert Steckley | 6              | 6              |   |   |              |                 |                 |              |              |  |
|  | James Pade           | James Pade           | 6                 | 1           | 6           |  |  | James Pade      | James Pade      | James Pade      | 4              | 3              |   |   |              |                 |                 |              |              |  |
|  | Dylan Seong-Kwan Kim | Dylan Seong-Kwan Kim | 2                 | 6           | 4           |  |  |                 |                 |                 |                |                |   |   |              | Robert Steckley | Robert Steckley | 64           | 2            |  |
|  | Zack Fleishman       | Zack Fleishman       | 6                 | 2           | 7           |  |  |                 |                 | 6               | Frank Dancevic | Frank Dancevic | 7 | 6 |              |                 |                 |              |              |  |
|  | Michael Kohlmann     | Michael Kohlmann     | 2                 | 6           | 5           |  |  |                 | Zack Fleishman  | Zack Fleishman  | 2              | 3              |   |   |              |                 |                 |              |              |  |
|  | 6                    | Frank Dancevic       | Frank Dancevic    | 6           | 7           |  |  | 6               | Frank Dancevic  | Frank Dancevic  | 6              | 6              |   |   |              |                 |                 |              |              |  |
|  |                      | Doug Bohaboy         | Doug Bohaboy      | 4           | 62          |  |  |                 |                 |                 |                |                |   |   |              |                 |                 |              |              |  |